# Perdix hodgsoniae
La perdiz tibetana (Perdix hodgsoniae) es una  especie de ave galliforme de la familia Phasianidae.

## Descripción
La especie es un poco diferente en apariencia a otras del género Perdix, como las perdices pardilla (P. perdix) y dáurica (P. daurica). Mide 28 a 31 cm de longitud, tiene el dorso marrón, una mancha negruzca en el vientre y los flancos castaños como las otras perdices, pero tiene un patrón llamativo blanco y negro en el rostro, lo que contrasta con su cuello rufo.
La frente, la lista superciliar ancha, la cara y la garganta son de color blanco. Una amplia línea negra recorre la cara por debajo de los ojos y tiene una ancha franja castaña detrás del cuello. Las partes superiores son de color de ante, con patrones rojizos y negros. Las otras plumas de la cola son de color castaño, con una punta blanca. El plumaje inferior es beige pálido finamente rayado con negro, con anchas franjas color castaño en los flancos. El macho tiene una mancha negra en el vientre que está limitada en las hembras. La hembra es similar al macho, pero más pálida, y los jóvenes es un color marrón monótono, carecen de las marcas faciales y la parte inferior distintiva del adulto. Los sexos son similares en tamaño.

## Taxonomía

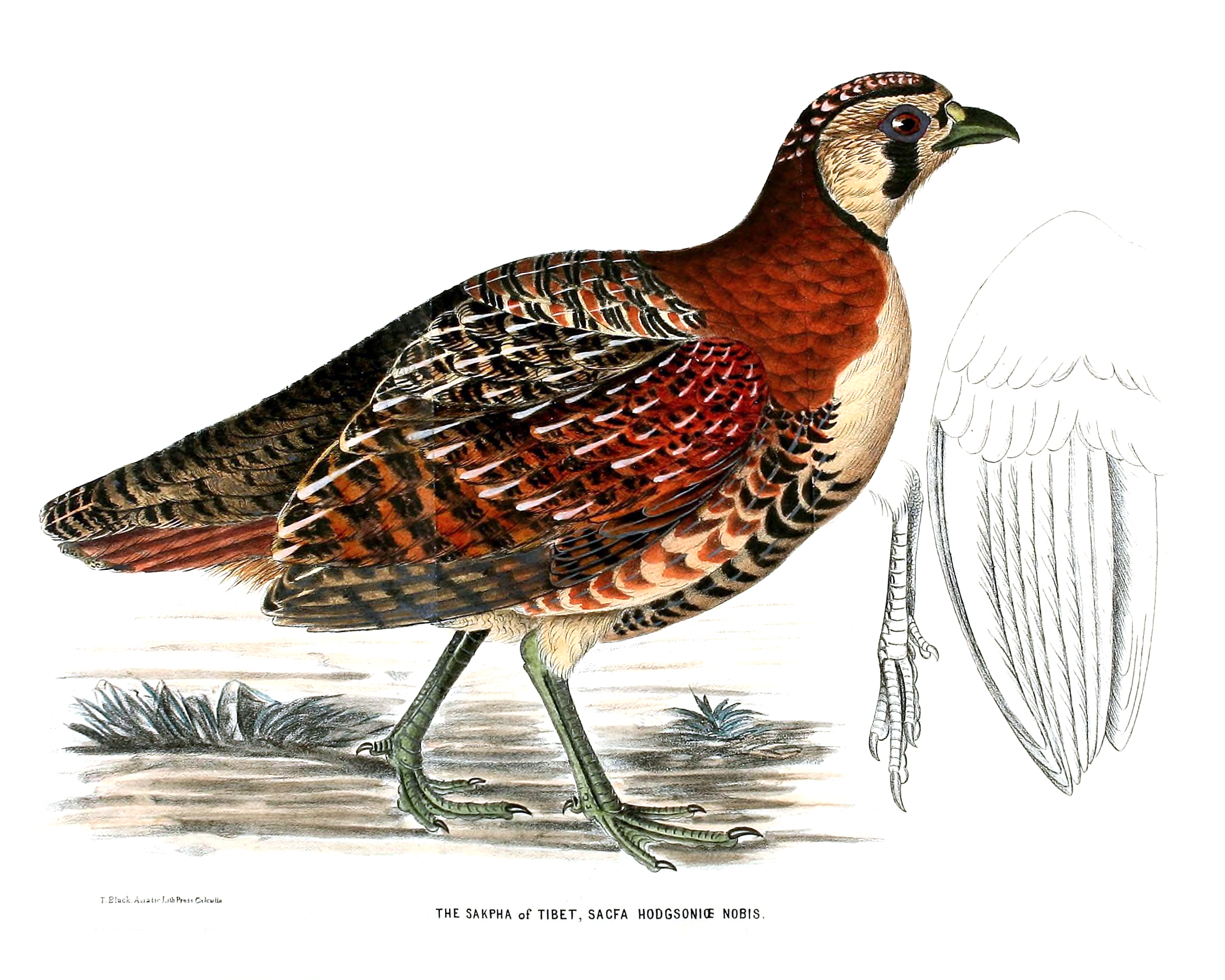
Ilustración que acompaña a su descripción (1856).

El nombre científico Sacfa hodgsoniae fue asignado por Brian Houghton Hodgson para rememorar su primera esposa, Anne Scott. El género original propuesto por Hodgson se basó en el nombre tibetano del ave, Sakpha. Tiene dieciséis plumas en la cola mientras la mayoría de las otras perdices tienen dieciocho. Ni los machos ni las hembras tienen las espolones en sus piernas. Estudios filogenéticos ubican la especie como basal dentro del género. Hay tres subespecies diferentes: la diferencia radica en el plumaje, que es cada vez más oscuro al este:
- hodgsoniae, descrita por Hodgson, se encuentra en el este de Tíbet, por el oeste de Nepal, al noreste de la India (Assam). El amplio collar en la nuca es castaño y oscuro. La mancha negra de la mejilla se extiende por debajo de la garganta como un collar;
- sifanica, descrita por Przewalski, se encuentra en el centro oeste de China hasta el Tíbet oriental y central y sur de Sichuan. Es similar que la subespecie nominal, pero la mancha negra de la mejilla es limita; y,
- caraganae, descrita por Meinertzhagen, se encuentra en el noroeste de la India hasta el Tíbet oriental. El collar de la nuca es estrecho y castaño amarillento pálido.

## Comportamiento y ecología
Se encuentra en las laderas de las montañas y prados de altura con algunos arbustos rododendros, enebros enanos u otros matorrales, por lo general entre 3600-4250 m (11 800 a 14 000 pies). A pesar de su aspecto llamativo, la cabeza y el patrón del pecho proporcionan un perfecto camuflaje críptico en su hábitat rocoso. Es una especie terrestre no migratoria, pero descender las llanuras hasta la altitud de desierto en invierno, y puede ascender a la línea de nieve en verano. Se alimentan de semillas, pero los jóvenes prefieren en particular los insectos por ser una fuente esencial de proteínas.
Forma bandadas de 10 a 15 aves fuera de la temporada de reproducción, y tienden a correr en lugar de volar. Cuando se les molesta lo suficiente, como la mayoría de las aves silvestres que vuelan poca distancia con sus alas redondeadas, la bandada se disperse ruidosamente en todas direcciones antes de planear cuesta abajo para reagruparse.
En verano —que comienza a mediados de marzo—, las aves se emparejan en uniones monógamas. La ubicación del nido varía de una meseta rocosa desnuda con pocos arbustos y penachos de hierba gruesa a pequeños matorrales espinosos atrofiados o incluso zonas de cultivos. Los nidos suelen estar cerca de los senderos. El nido es una depresión con forro de hierbas, en ocasiones carente de cualquier revestimiento. La puesta típica es de 8 a 10 huevos de color marrón pálido y los incuba entre mayo y junio. El macho ayuda en el cuidado de los jóvenes.
El llamado habitual se escucha principalmente por las mañanas como un tintineante «scherrrrreck- scherrrrreck», y el llamada de vuelo es un agudo «chee chee chee».
En Lhasa estas perdices parecían preferir corrientes bordeadas con matorrales y en invierno preferían pendientes y campos abiertos al sur. En ocasiones descansan bajo arbustos en el día y descansan bajo matorrales densos en cuestras elevadas en la noche. Forman parejas durante la época de reproducción y después forman grupos más grandes.

## Distribución y estado de conservación
Se reproduce en la meseta tibetana, el norte de Pakistán atravesando Cachemira en el noroeste de la India, partes del norte de Nepal, Sikkim y Bután, y el oeste de China. La perdiz tibetana parece ser común en su extensa distribución, y escaso en la meseta tibetana.